# Olivadi
Olivadi este o comună din provincia Catanzaro, regiunea Calabria, Italia, cu o populație de 488 locuitori (1 ianuarie 2023) și o suprafață de 7,17 km².

## Demografie
Olivadi - evoluția demografică

|  | Graficele sunt indisponibile din cauza unor probleme tehnice. Mai multe informații se găsesc la Phabricator și la wiki-ul MediaWiki. |

Date: Recensăminte sau birourile de statistică - grafică realizată de Wikipedia